# Nature Valley Open 2018
Il Nature Valley Open 2018 è stato un evento di tennis che si è giocato sui campi in erba. È stata la 8ª edizione del femminile facente parte della categoria WTA International per il WTA Tour 2018 e la 23ª edizione del maschile per la categoria ATP Challenger Tour. L'evento si è tenuto al Nottingham Tennis Centre di Nottingham, in Gran Bretagna, dall'11 al 17 giugno 2018.

## Partecipanti WTA

### Teste di serie
| Paese       | Giocatrice           | Ranking* | Testa di serie |
| ----------- | -------------------- | -------- | -------------- |
| Australia   | Ashleigh Barty       | 17       | 1              |
| Slovacchia  | Magdaléna Rybáriková | 18       | 2              |
| Giappone    | Naomi Ōsaka          | 20       | 3              |
| Regno Unito | Johanna Konta        | 21       | 4              |
| Romania     | Mihaela Buzărnescu   | 33       | 5              |
| Croazia     | Donna Vekić          | 50       | 6              |
| Kazakistan  | Zarina Diyas         | 51       | 7              |
| Italia      | Camila Giorgi        | 57       | 8              |

* Ranking al 28 maggio 2018.

### Altre partecipanti
Le seguenti giocatrici hanno ricevuto una wildcard per il tabellone principale:
- Katie Boulter
- Samantha Stosur
- Gabriella Taylor

Le seguenti giocatrici sono passate tramite le qualificazioni:

- Irina Falconi
- Danielle Lao
- Elena-Gabriela Ruse
- Valeria Savinykh
- Katie Swan
- Zheng Saisai

### Ritiri
Prima del torneo
- Catherine Bellis → sostituita da  Kurumi Nara
- Ana Bogdan → sostituita da  Duan Yingying
- Madison Brengle → sostituita da  Dalila Jakupovič
- Christina McHale → sostituita da  Vera Lapko
- Monica Niculescu → sostituita da  Kristie Ahn
- Mónica Puig → sostituita da  Denisa Allertová
- Maria Sakkarī → sostituita da  Arina Rodionova

Durante il torneo
- Zarina Diyas

## Vincitori

### Singolare maschile
Alex de Minaur ha sconfitto in finale  Daniel Evans con il punteggio di7–6(4), 7–5.

### Singolare femminile
Ashleigh Barty ha sconfitto in finale  Johanna Konta con il punteggio di 6–3, 3–6, 6–4.

### Doppio maschile
Frederik Nielsen /  Joe Salisbury hanno sconfitto in finale  Austin Krajicek /  Jeevan Nedunchezhiyan con il punteggio di 7–6(5), 6–1.

### Doppio femminile
Alicja Rosolska /  Abigail Spears hanno sconfitto in finale  Mihaela Buzărnescu /  Heather Watson con il punteggio di 6–3, 7–6(5).